# Food Network
Food Network – polska wersja amerykańskiego kanału o tematyce kulinarnej. Nadawcą kanału jest Grupa TVN.
Kanał rozpoczął nadawanie 22 listopada 2012 (wraz ze startem Polsat Film HD) jako Polsat Food, a 1 stycznia 2013 roku nazwa została zmieniona na Polsat Food Network. Od 29 czerwca 2015 kanał dostępny w wersji HDTV z identyczną ramówką. Ze względu na zakup Grupy TVN przez Scripps Networks Interactive, w styczniu 2017 została zakończona współpraca z Telewizją Polsat i kanał został przejęty przez Grupę TVN, z nazwy kanału usunięto dopisek „Polsat”, z którego zmienił nazwę na Food Network.
Ambasadorem polskiej wersji kanału Food Network od 2017 roku została Magda Gessler.

## Logo
| Data                                | Opis | Ilustracja |
| ----------------------------------- | --- | ---------- |
| 22 listopada 2012 - 31 grudnia 2012 | Logo podobne do loga Polsat Café z lat 2008 - 2020. Jednak zamiast napisu „Café” w kwadracie znajduje się napis „Food Network”.                                  |            |
| 1 stycznia 2013 - 31 grudnia 2016   | Logo Food Network, pod spodem szary kwadrat z dopiskiem „Polsat”.                                                                                                |            |
| od 1 stycznia 2017                  | Czerwone kółko, a w nim napis „Food Network”. Na ekranie logo półprzeźroczyste (było lokowane dawniej w prawej górnej, a obecnie w prawej dolnej części ekranu). |            |

## Ramówka do 2017 r. – kanału Polsat Food Network
W ramówce znajdowały się własne produkcje Polsat Food Network oraz polskie produkcje zakupione od innych nadawców, m.in.:
- Kulinarne podróże z Guyem Fierim (ang. Diners, Drive-Ins and Dives)
- Kuchnia włoska na co dzień
- Jedzenie od kuchni
- Kuchenne wyzwania
- Bosonoga Contessa
- Kuchenne potyczki
- Ewa gotuje
- Okrasa łamie przepisy
- Podróże kulinarne Roberta Makłowicza

## Ramówka od stycznia 2017 r. – kanału Food Network
W nowej ramówce od stycznia 2017 roku, znalazły się również polskie pozycje programowe od Grupy TVN takie jak m.in.:
- Pyszne 25
- Twój portfel, nasza dieta
- Rewolucja na talerzu
- Doradca smaku

A od jesieni 2017 r., pojawi się jeszcze więcej polskich produkcji m.in.:
- Sexy kuchnia Magdy Gessler
- Makłowicz w drodze